# Planell de Valdai
El planell de Valdai (en rus Валдайская возвышенность, Valdàiskaia vozvíxennost) o, simplement, Valdai (Валдай) és una regió elevada del nord-oest de la Rússia central que s'estén en direcció nord-sud al llarg de més de 600 km, a mig camí entre Sant Petersburg i Moscou, per les províncies o óblasts de Nóvgorod, Tver, Pskov i Smolensk.
Aquesta regió aturonada és una extensió septentrional de les Altures de la Rússia Central. Està recoberta per materials d'origen glacial, com ara morrenes terminals i altres detrits. El planell de Valdai arriba a la màxima altitud de 343 m prop de la ciutat de Vixni Volotxok. Hi neixen els rius Volga, Dvina Occidental, Lóvat, Msta i d'altres. Valdai és una regió amb nombrosos llacs, com el Volgo, Peno, Seliger, Brosno i el llac homònim Valdai.
El planell de Valdai és una destinació turística popular, sobretot per als pescadors. Les ciutats d'Ostàixkov i Valdai són també molt notables pel seu passat històric.